# یواس‌اس تالاپوسا (۱۸۶۳)
یواس‌اس تالاپوسا (۱۸۶۳) (به انگلیسی: USS Tallapoosa (1863)) یک کشتی بود که طول آن ۲۰۵ فوت (۶۲ متر) بود. این کشتی در سال ۱۸۶۳ ساخته شد.